# Vestalis atropha
Vestalis atropha – gatunek ważki z rodziny świteziankowatych (Calopterygidae). Endemit Borneo.